# Wotho

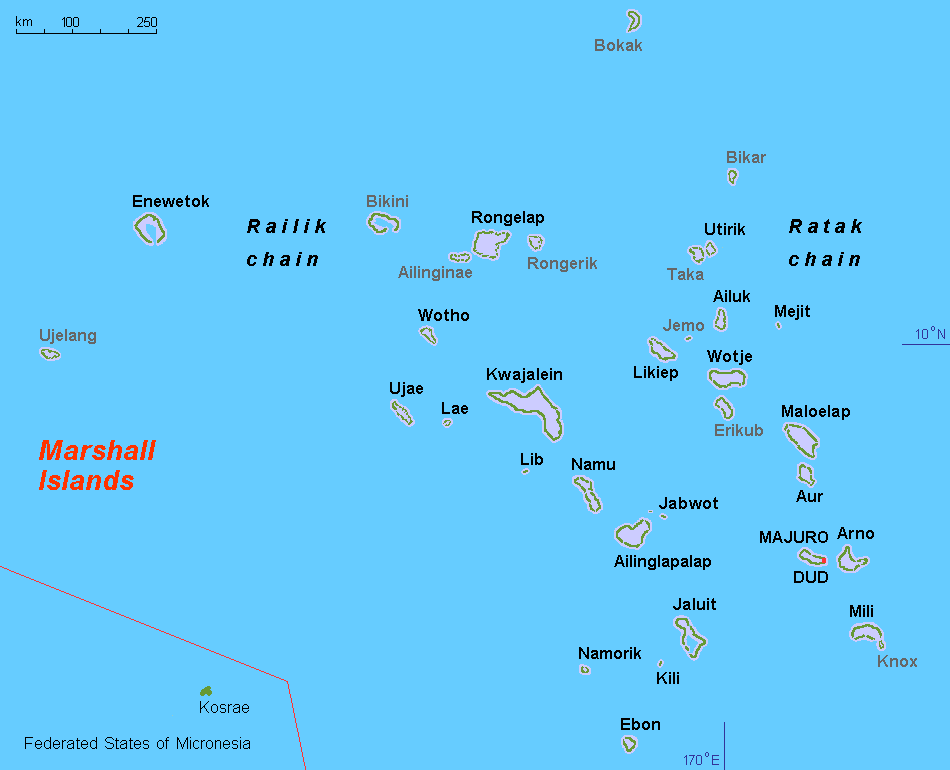
Marshallöarna, Wotho i mitten

Wotho (Marshallesiska Wõtto) är en atoll bland Raliköarna i norra Stilla havet och tillhör Marshallöarna.

## Geografi
Wotho ligger ca 600 km nordväst om huvudön Majuro.
Atollen är en korallatoll och har en total areal om ca 101, 2 km² med en landmassa på ca 4,33 km² och en lagun på ca 94,92 km² (1). Atollen består av ca 18 öar och den högsta höjden är på endast 10 m ö.h. (2). De större öarna är:
- Wotho, huvudön, i den norra delen
- Kabben, i den södra delen
- Medjeronn, i den västra delen

Befolkningen uppgår till ca 150 invånare (3). Förvaltningsmässigt utgör atollen en egen "municipality" (kommun). Öns flygplats Wotho Island Airport (flygplatskod "WTO") har kapacitet för lokalt flyg.

## Historia
Raliköarna har troligen bebotts av mikronesier sedan cirka 1000 f.Kr. och några öar upptäcktes redan 1526 av spanske kaptenen Alonso de Salazar.
Wotho upptäcktes den 12 januari 1565 av spanske conquistadoren Don Miguel López de Legazpi och återupptäcktes 1835 av ryske kapten Johan Eberhard von Schantz som då namngav den "Schantz Island". (4). Öarna hamnade senare under spansk överhöghet.
Neuguinea-Compagnie, ett tyskt handelsbolag, etablerades sig på Raliköarna kring 1859 och den 22 oktober 1885 köpte Kejsardömet Tyskland hela Marshallöarna av Spanien. Bolaget förvaltade öarna fram till den 13 september 1886 då området först blev ett tyskt protektorat och 1906 blev del i Tyska Nya Guinea (5).
Under första världskriget ockuperades området i oktober 1914 av Japan som i december 1920 även erhöll ett förvaltningsmandat - det Japanska Stillahavsmandatet - över området av Nationernas förbund efter Versaillesfreden 1919.
Under andra världskriget användes ögruppen som militärbas av Japan tills USA erövrade området våren 1944. Därefter hamnade ögruppen under amerikansk överhöghet. 1947 utsågs Marshallöarna tillsammans med hela Karolinerna till "Trust Territory of the Pacific Islands" av Förenta nationerna och förvaltades av USA fram till landets autonomi 1979.
Den har get namn åt asteroiden 2218 Wotho.